# 13330 Dondavis
13330 Dondavis eller 1998 SM46 är en asteroid i huvudbältet som upptäcktes den 25 september 1998 av Spacewatch vid Kitt Peak-observatoriet. Den är uppkallad efter konstnären Don Davis.
Asteroiden har en diameter på ungefär 13 kilometer och den tillhör asteroidgruppen Themis.